# 八田智大
八田 智大（はった ともひろ、1986年 - ）は、日本のクラシック・ピアニスト。北海道出身。フランス在住で、ヨーロッパで活躍している。

## 経歴
10歳から札幌コンセルヴァトワールに通い、宮澤功行に師事。2000年に毎日学生音楽コンクール北海道大会2位。2001年、2002年とピティナ・ピアノコンペティション全国大会に出場し、銅賞・銀賞を受賞。北海道札幌平岸高等学校卒業後、渡仏してエコールノルマル音楽院とパリ地方音楽院を卒業。その後もヨーロッパを拠点としている。

## アルバム
- ALFREDO KEIL - Impressions poétiques[2]
- João Guilherme Daddi | Douro

## レコード ノーベル
- MPMP / melographia portugueza